# Phare de la Croix (Concarneau)
Pour l’article homonyme, voir Phare de la Croix (Le Trieux).
Le phare de la Croix est situé à Concarneau (Finistère) sur le port de la Croix, près de la chapelle du même nom, non loin de la plage Rodel, de l'Auberge de jeunesse (ancien abri du marin) et du Marinarium.

## Historique
Le phare est édifié au XIXe siècle pour sécuriser l'entrée de nuit dans le port de Concarneau. Initialement, il formait un alignement avec le phare de Beuzec, désormais hors service. L'alignement actuel se fait avec le second feu de Beuzec, installé dans le clocher de l'église. 